# چگونه یک بمب اتمی را خنثی کنیم
«چگونه یک بمب اتمی را خنثی کنیم» (به انگلیسی: How to Dismantle an Atomic Bomb) آلبومی از یوتو است که در سال ۲۰۰۴ میلادی منتشر شد.